# Force Aérienne Tchadienne
La Force Aérienne Tchadienne è l'aeronautica militare dell'Ciad e parte integrante delle forze armate del Ciad. Fu formata nel 1961 come Escadrille Nationale Tchadienne (Ciad National Flight/Squadron), e fu rinominata con l'attuale nome nel 1973.

## Storia
Negli anni '60 l'aeronautica del Ciad era composta da cento uomini, ed era dotata di un aereo da trasporto DC-3, tre aerei leggeri da osservazione e due elicotteri.
Nel 1973, quando il suo organico fu aumentato a 200 uomini, l'aviazione possedeva tre velivoli da trasporto medio C-47 (aumentati a 13 nella metà degli anni 1970), tre aerei da trasporto leggeri e un elicottero, tutti concentrati nella locale base francese di N'Djamena, e quasi tutti i piloti all'epoca erano francesi.
Nel 1976, l'aeronautica ottenne 7 Douglas AD Skyraider dalla Francia, che furono utilizzati nelle campagne anti-guerriglia nel nord fino al 1987, fino a quando furono ritenuti inutilizzabili. Gli Skyraider furono utilizzati per la prima volta in Ciad con l'Armée de l'Air, e in seguito con l'aeronautica del Ciad, nominalmente indipendente, ma con personale mercenario francese.

## Aeromobili in uso
Sezione aggiornata annualmente in base al World Air Force di Flightglobal del corrente anno. Tale dossier non contempla UAV, aerei da trasporto VIP ed eventuali incidenti accorsi durante l'anno della sua pubblicazione. Modifiche giornaliere o mensili che potrebbero portare a discordanze nel tipo di modelli in servizio e nel loro numero rispetto a WAF, vengono apportate in base a siti specializzati, periodici mensili e bimestrali. Tali modifiche vengono apportate onde rendere quanto più aggiornata la tabella.
| Aeromobile                           | Origine          | Tipo                                             | Versione (denominazione locale) | In servizio (2024) | Note | Immagine |
| Aerei da combattimento               |                  |                                                  |                                 |                    | |          |
| Mikoyan-Gurevich MiG-29 Fulcrum      | Unione Sovietica | caccia da superiorità aereaconversione operativa | MiG-29MiG-29UB                  | 3                  | 3 ordinati, non si conosce il numero degli esemplari effettivamente consegnati. |          |
| Sukhoi Su-25 Frogfoot                | Unione Sovietica | aereo da attacco al suoloconversione operativa   | Su-25Su-25UB                    | 42                 | 6 Su-25 monoposto e 4 Su-25UB consegnati. |          |
| TAI Hürkuş                           | Turchia          | aereo d'attacco leggero                          | Hürkuş C                        | 3                  | A luglio 2022 è stato reso noto un ordine per un numero non ancora identificato della versione da attacco leggero Hürkuş C. Durante l'AAD 2022 di Pretoria, in Sudafrica, è stato comunicato che tre Hürkuş C saranno consegnati nel primo trimestre del 2023. Tre Hürkuş C consegnati a maggio 2023. |          |
| Aerei per impieghi speciali          |                  |                                                  |                                 |                    | |          |
| Cessna 208 Caravan                   | Stati Uniti      | ISR                                              | C-208B                          | 4                  | 2 consegnati a dicembre 2017. Ulteriori 2 C-208B sono stati consegnati a maggio 2018, portando a 4 il numero degli aerei in servizio. |          |
| Aeromobili a pilotaggio remoto - UAV |                  |                                                  |                                 |                    | |          |
| TAI Aksungur                         | Turchia          | UAV                                              | Aksungur                        | 1                  | 1 Aksungur in servizio all'aprile 2024. |          |
| TAI Anka                             | Turchia          | UAV                                              | Anka                            | 2                  | 2 Anka consegnati a maggio 2023. |          |
| Aerei da trasporto                   |                  |                                                  |                                 |                    | |          |
| Antonov An-26 Curl                   | Unione Sovietica | aerei da trasporto tattico                       | An-26A                          | 3                  | 4 consegnati. |          |
| Alenia C-27J Spartan                 | Italia           | aerei da trasporto tattico                       | C-27J                           | 1                  | 2 consegnati. Un esemplare è rimasto danneggiato durate l'atterraggio il 29 novembre 2023 e non è stato comunicato se e quando verrà riportato in condizioni di volo. |          |
| ATR 42                               | Italia Francia   | aerei da trasporto                               | ATR-42-300                      | 1                  | |          |
| CASA C-212 Aviocar                   | Spagna           | aerei da trasporto                               | C-212-100C-212-300              | 3                  | |          |
| Lockheed C-130 Hercules              | Stati Uniti      | aerei da trasporto                               | C-130HC-130H-30                 | 1                  | 2 consegnati. |          |
| Boeing 737                           | Stati Uniti      | aerei da trasporto                               | B 737-740                       | 1                  | 1 consegnato. |          |
| Gulfstream Aerospace Gulfstream II   | Stati Uniti      | aerei da trasporto VIP                           | G.II                            | 1                  | |          |
| McDonnell Douglas MD-87              | Stati Uniti      | aerei da trasporto VIP                           | MD-87                           | 1                  | |          |
| Dornier Do 328                       | Germania         | aerei da trasporto VIP                           | Do-328JET-310                   | 1                  | 1 consegnato a fine 2020. |          |
| Aerei da addestramento               |                  |                                                  |                                 |                    | |          |
| Pilatus PC-7 Turbo Trainer           | Svizzera         | aerei da addestramento                           | PC-7A                           | 2                  | |          |
| Pilatus PC-9                         | Svizzera         | aerei da addestramento                           | PC-9M                           | 1                  | |          |
| Aermacchi SF-260 Warrior             | Italia           | aerei da addestramento                           | SF-260WL                        | 1                  | |          |
| Elicotteri                           |                  |                                                  |                                 |                    | |          |
| Mil Mi-24 Hind                       | Unione Sovietica | elicottero d'attacco                             | Mi-24                           | 3                  | 8 consegnati. |          |
| Mil Mi-8 Hip                         | Unione Sovietica | elicotteri utility                               | Mi-8MTMi-17Mi-171E              | ?5                 | Consegnati 2 Mi-8MT, 6 Mi-171E e 1 Mi-17. |          |
| Airbus H125                          | Europa           | elicotteri utility                               | H125M                           | 6                  | 6 consegnati. |          |
| Sud-Aviation SA 316 Alouette III     | Francia          | elicotteri utility                               | SA-316B                         | 1                  | 2 consegnati. |          |
| Aérospatiale SA 330 Puma             | Francia          | elicottero da trasporto                          | SA 330B                         | 2                  | 2 consegnati. |          |

## Aeromobili ritirati
- Antonov An-12 Cub
- Pilatus PC-12